# La parola che uccide (film 1945)
La parola che uccide (Murder in Reverse) è un film del 1945, diretto da Montgomery Tully.

## Trama
Dopo essere stato ingiustamente condannato a una lunga pena per un omicidio che non ha commesso, uscito dal carcere Tom Masterick è deciso a trovare il vero assassino.

## Produzione
Il film fu prodotto dalla British National Films.

## Distribuzione
Distribuito dalla Anglo-American Film Corporation, il film uscì nelle sale cinematografiche britanniche il 22 ottobre 1945. In Danimarca, fu distribuito il 19 settembre 1946 con il titolo Thi kendes for Ret, in Finlandia l'11 ottobre dello stesso anno come Murhatun miehen jäljet. Negli Stati Uniti, dove è conosciuto anche con il titolo Query, fu presentato a New York il 10 gennaio 1947 dalla Four Continents Films Inc. in una versione di 87 minuti, mentre in Francia il film uscì il 18 giugno come Meurtre à crédit e in Svezia l'8 dicembre con il titolo Skuggan från Soho.